# الشبل (اللاذقية)
الشبل قرية في ناحية المزيرعة التابعة لمنطقة الحفّة في محافظة اللاذقية. بلغ عدد سكانها 372 نسمة عام 2004.